# Stol (gmina Babušnica)
Stol (cyr. Стол) – wieś w Serbii, w okręgu pirockim, w gminie Babušnica. W 2011 roku liczyła 248 mieszkańców.